# Современная музыкальная нотация

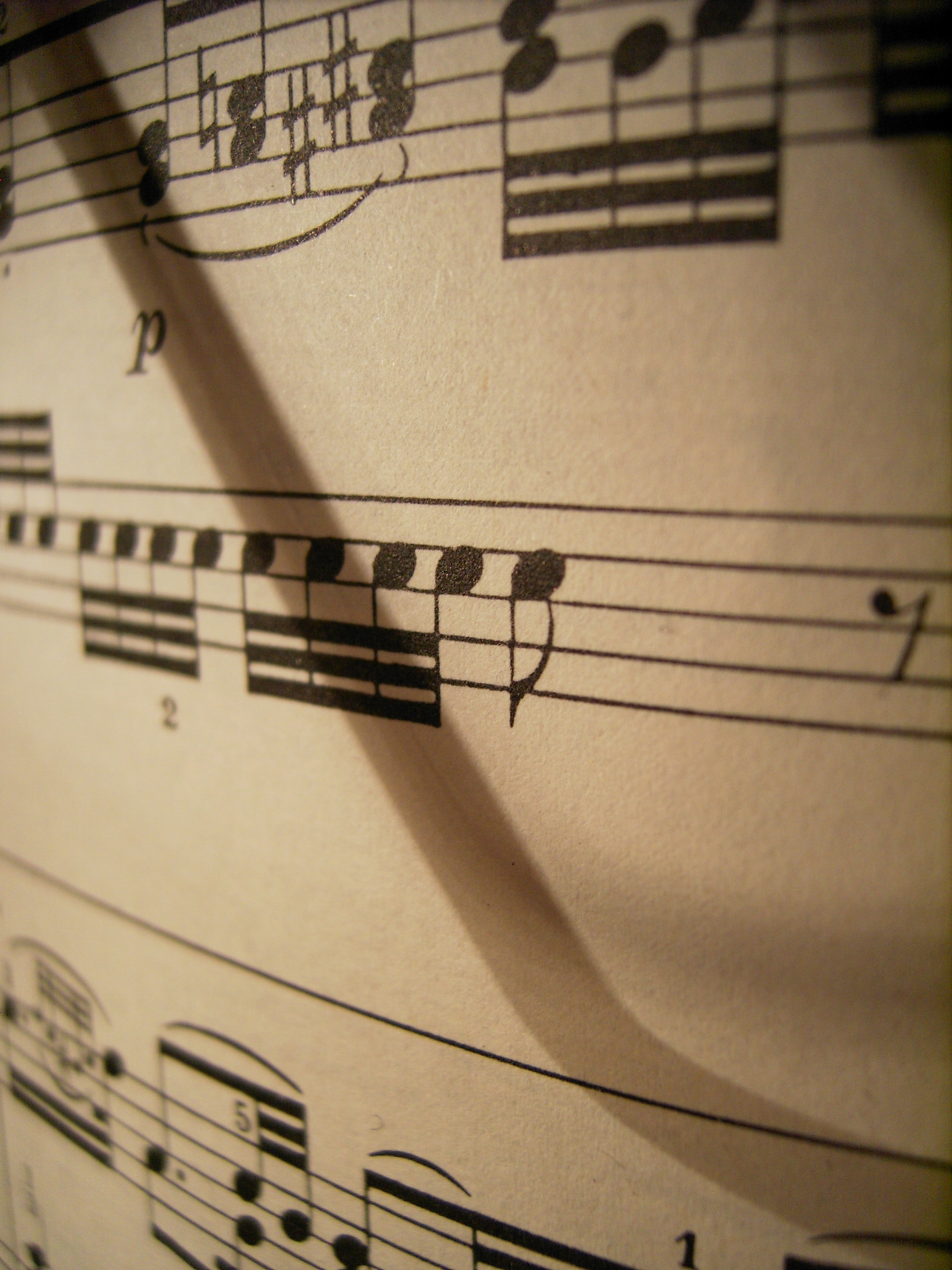
Нотная запись

Современная музыкальная нотация — классический вид западноевропейской линейной нотации.
Пятилинейная тактовая нотация систематически применялась в Европе с XVII века. Сегодня это часть элементарной теории музыки. Когда говорят о «нотах» или «нотной записи», имеют в виду современную нотацию.
Ноты к произведению можно быстро подготовить в программах: Lilypond, Finale, MuseScore, Ensemble Composer, Sibelius. Благодаря развитию компьютерных технологий нотация стала доступнее. Сейчас пятилинейная нотация — самая распространённая.

## Термин
Пятилинейная тактовая нотация в Новое время (с XVII в.) сменила мензуральную нотацию в европейской музыке и крюковую нотацию в древнерусской церковной музыке. Определение «современная» в термине используется условно, поскольку некоторые современные композиторы пользуются экспериментальными формами нотации, не сводимыми к классическому 5-линейному нотоносцу и тактовой метрике.

## Описание
В современной музыкальной нотации музыкальные звуки записываются с помощью набора символов, основные из которых — ноты. Ноты располагаются на линейке из пяти параллельных линий, называемой нотоносцем. Положение символа ноты на нотоносце определяет высоту обозначаемого звука и порядок исполнения звуков.
Кроме нот и нотоносца применяются символы, чтобы обозначить размер произведения, тональность, темп, ритм, сокращённо записать распространённые приёмы, передачу характера и динамику произведения, особенности артикуляции.
Используют символы, чтобы легче записать ноты для специфического инструмента: управление педалями фортепиано или символы аппликатуры для гитары.

## Символы

### Линии
|  | Нотный стан (нотоно́сец) Один из главных элементов нотной записи — линейка, на которой размещаются все остальные символы. Каждая из пяти линий нотного стана, а также промежутки между ними соответствуют семи повторяющимся ступеням диатонического звукоряда. Линии носят названия порядка, отсчитываемого с самой нижней — первой, до самой верхней — пятой линии. Соответствие линий нотоносца и ступеней звукоряда устанавливается с помощью ключа. Для записи партитур клавишных инструментов применяется фортепианная система записи, когда два нотоносца (в басовом и скрипичном ключах) объединены в одну систему фигурной скобкой — акколадой. |
|  | Добавочные линии Применяются для расширения нотного стана, если высота звука ноты выходит за линии нотоносца. Применение более четырёх добавочных линий в любом направлении редко бывает оправдано. Причём, нота «до» первой октавы может писаться как на добавочной линии, так и без неё. Данные линии называются в зависимости от порядка, отсчитываемого от основных линий (для верхних добавочных линий отсчитываются вверх, для нижних — вниз). |
|  | Тактовая черта Используется для отделения тактов (см. Метр ниже). С помощью тактовых черт соединяются верхний и нижний нотоносцы при использовании фортепианной системы. |
|  | Двойная тактовая черта Отделяет друг от друга два фрагмента произведения. |
|  | Конечная тактовая черта Обозначает конец произведения. |
|  | Пунктирная тактовая черта Разделяет длинные такты на короткие отрезки для облегчения чтения. |
|  | Скобка Объединяет два или более нотных стана, которые играются одновременно. В отличие от акколады, обычно используется для объединения нотных станов, играемых разными инструментами. |
|  | Аккола́да Аналогично скобке, но объединяет нотные станы, играемые одним и тем же инструментом. |

### Ключи
Ключ определяет диапазон высот или тесситуру нотоносца, на котором он размещён. Как правило, ключ — это первый слева символ на нотоносце. Дополнительные ключи могут быть расположены в середине нотоносца, обозначая смену регистра для инструментов с широким диапазоном звучания. В старой музыке ключи могли быть помещены на любую из линий стана.
|  | Ключ «соль» (скрипи́чный ключ) Центр спирали определяет линию или промежуток, на которой помещается нота «соль» первой октавы (приблизительно 392 Гц). На рисунке ключ помещает ноту соль первой октавы на вторую линию снизу. Размещённый таким образом ключ называется скрипичным и является наиболее часто применяемым в современной нотации ключом. |
|  | Ключ «до» (альто́вый ключ) Этот ключ указывает на линию (реже на промежуток), где расположена нота «до» первой октавы (приблизительно 262 Гц). На рисунке ключ помещает ноту «до» первой октавы на среднюю линию. Такой ключ называется альтовым. |
|  | Ключ «фа» (басо́вый ключ) Этот ключ определяет положение ноты «фа» малой октавы (приблизительно 175 Гц). На рисунке нота «фа» малой октавы помещена на вторую линию сверху. Размещённый таким образом ключ «фа» называется басовым. |
|  | Нейтральный ключ (перкуссио́нный ключ) Применяется для записи инструментов с неопределённой высотой звучания, например, перкуссионных. Каждая линия или промежуток нотоносца в таком ключе представляет один инструмент из определённого набора (например, ударной установки). На рисунке изображены два возможных начертания нейтрального ключа. Также нейтральный ключ может размещаться на специальном однострочном нотоносце для каждого ударного или шумового инструмента. |
|  | |
|  | Октавный ключ Скрипичный и басовый ключ могут также иметь номера октав. Обозначение цифрой восемь или пятнадцать над ключом делает указанный диапазон высоты звуков выше на одну или две октавы соответственно. Аналогично, обозначение цифрой восемь или пятнадцать под ключом понижает диапазон звуков на одну или две октавы соответственно. Чаще всего используют скрипичный ключ с восьмеркой снизу, как правило для гитар и аналогичных инструментов, а также для партии теноров в хоровых композициях. Иногда сдвиг на одну октаву вверх обозначают начертанием двух нотных ключей вместо одного. |
|  | |
|  | |
|  | |
|  | |
|  | Ключ диатонического кнопочного аккордеона Применяется для записи нот для диатонического кнопочного аккордеона |
|  | Табулату́рный ключ Применяется для записи музыки на табулатуре. |

### Длительности
Длительности нот и пауз измеряются не в абсолютных значениях, а по отношению к длительности других нот и пауз. За условную единицу времени может приниматься любая длительность. Далее за условную единицу времени принята четвертная нота и обозначена как R.
| Нота | Длительность | Пауза |
|      | Ма́ксима Или «восьмерна́я», восемь целых. Длительность: R × 32 |       |
|      | Ло́нга Или «четверна́я», четыре целых. Длительность: R × 16 |       |
|      | Бре́вис Или «двойная», двойная целая. Длительность: R × 8 |       |
|      | Семибре́вис «Целая». Длительность: R × 4 |       |
|      | Половинная Или «вторая». Длительность: R × 2 |       |
|      | Четвертна́я Или «четвёртая». Длительность: R |       |
|      | Восьмая Длительность: R / 2 |       |
|      | Шестнадцатая Длительность: R / 4 |       |
|      | Тридцатьвторая Длительность: R / 8 |       |
|      | Шестьдесятчетвёртая Длительность: R / 16 |       |
|      | Стодвадцатьвосьмая Длительность: R / 32 |       |
|      | Двестипятьдесятшестая Длительность: R / 64 |       |
|      | Варианты обозначения бревиса |       |
|      | Сгруппированные ноты (вя́зки, рёбра) Вязка соединяет восьмые и более короткие соседние ноты. Число вязок равно числу флажков у негруппированных нот.                                              |       |
|      | |       |
|      | |       |
|      | Точка Точка, помещённая рядом с символом ноты или паузы, увеличивает длительность. Одна точка увеличивает длительность на половину её значения, две — на 3/4 значения, три — на 7/8 и т. д.      |       |
|      | |       |
|      | |       |
|      | Фантомная нота Фантомная нота — это музыкальная нота с ритмическим значением, но с неразличимой высотой при воспроизведении. Сверху вниз показаны: целая, половинная, четвертная и восьмая ноты. |       |
|      | |       |
|      | |       |
|      | |       |
|      | Та́цет (многота́ктовая пауза, оркестровая пауза) Обозначает длинную многотактовую паузу. Число сверху обозначает число тактов, которые исполнитель должен пропустить.                              |       |
|      | Трио́ль Уменьшает длительность трёх помеченных нот (или пауз) так, чтобы их суммарная длительность совпала с длительностью двух нот.                                                              |       |

Длительности короче, чем 128-е, тоже могут встречаться. Например, 256-е ноты встречаются в работах Вивальди и Бетховена.
- Название длительности ноты или паузы короче четвертной можно легко получить по формуле: {\displaystyle 2^{a+2}}-я нота (пауза), где a — число флажков в символе ноты (паузы).
- Число долей, входящих в ноту или паузу, можно подсчитать по формуле: {\displaystyle {\frac {1}{2^{a+2}\div b}}}, где a — число флажков в символе ноты (паузы), а b — нижнее число в обозначении метра.

### Остановки
|  | Люфтпа́уза (люфт-па́уза) Небольшая пауза для вдоха в духовых инструментах и снятия руки на фортепиано. Обычно не влияет на темп произведения. |
|  | Цезу́ра Короткий период тишины неопределённой длительности. В оркестре длительность задается дирижёром.                                      |

### Альтерация
Символы альтерации изменяют высоту некоторых нот. Так, случайные символы альтерации действуют на все ноты, стоящие на той же линейке, начиная от самого символа альтерации и до начала следующего такта или другого случайного символа альтерации на той же линейке.
|  | Бека́р (знак отказа) Отменяет действие любого другого символа альтерации.                         |
|  | Бемо́ль Понижает высоту ноты на один полутон.                                                     |
|  | Дубль-бемо́ль (двойной бемоль, дважды бемоль) Понижает высоту ноты на два хроматических полутона. |
|  | Дие́з Повышает высоту ноты на один полутон.                                                       |
|  | Дубль-дие́з (двойной диез, дважды диез) Повышает высоту ноты на два хроматических полутона.       |

Следующие знаки применяются в микротоновой музыке:
|  | Четвертьто́новый бемоль или полубемоль Понижает высоту ноты на четверть тона. |
|  |                                                                              |
|  | Полтора бемоля или полуторабемоль Понижает высоту ноты на три четверти тона. |
|  |                                                                              |
|  | Четвертьто́новый дие́з или полудиез Повышает высоту ноты на четверть тона.     |
|  | Полтора диеза или полуторадиез Повышает высоту ноты на три четверти тона.    |

Ключевые знаки альтерации (то есть стоящие непосредственно после ключа) действуют на все одноимённые ноты нотоносца, например, ключевой диез, стоящий на линейке с нотой «фа» будет означать, что все ноты «фа» во всех тактах и октавах при исполнении должны быть повышены на полтона. Ключевые знаки альтерации применяются для задания тональности, записанной на нотоносце музыки. Поэтому ключевые знаки альтерации могут появляться только в определённом порядке, в соответствии с квинтовым кругом тональностей.
|  | Бемольные тональности В таком порядке появляются ключевые бемоли при записи в скрипичном ключе: си, ми, ля, ре, соль, до, фа. |
|  | Диезные тональности В таком порядке появляются ключевые диезы при записи в скрипичном ключе: фа, до, соль, ре, ля, ми, си.    |

### Метр
Произведение, как правило, делится на фрагменты одинаковой длительности, называемые тактами. Такт разделён на доли, их количество и длительность определяют размер такта, который, в свою очередь, задаёт метр всего произведения. Применяются следующие обозначения размера:
|  | Произвольный размер Число сверху (числитель) задаёт количество долей в такте, а число снизу (знаменатель) — длительность одной доли (например, число 4 снизу будет означать длительность доли, равную четвертной ноте).                                                                                                   |
|  | Четыре четверти Сокращённое обозначение размера с четырьмя долями по четверти. Эквивалентно обозначению 4/4. |
|  | А́лла бре́ве (alla breve) (две вторы́х) Обозначение двудольного размера с долей в 1/2. Эквивалентно обозначению 2/2. |
|  | Темп метронома Ставится в начале записи или при смене темпа. Это обозначение позволяет задать точное значение темпа произведения, определяя, сколько раз в минуту должна уложиться указанная длительность. В примере задаётся длительность четвертной ноты в 0,5 секунды (то есть в минуту прозвучат 120 четвертных нот). |

### Объединение нот

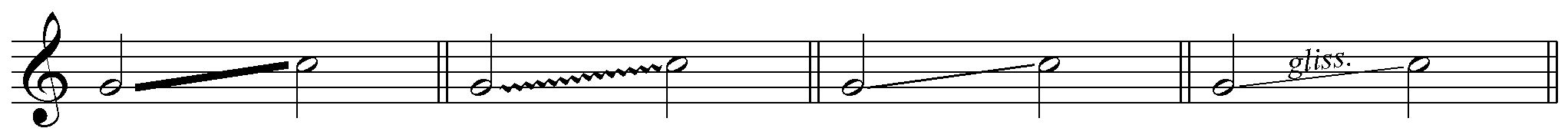
Вариа́нты обозначе́ния глисса́ндо

|  | Связующая лига (соединительная лига) Объединение длительностей нот. Ноты, объединённые лигой, исполняются как одна нота с длительностью, равной сумме длительностей объединяемых нот. Символ лиги применяется также в тех случаях, когда надо записать ноту с длительностью больше одного такта. |
|  | Фразиро́вочная лига (лига) Означает, что две ноты должны быть извлечены одним движением, на одном дыхании, или (для не смычковых и не духовых инструментов) объединённо в одну фразу. Отличие от связующей лиги в том, что фразировочная лига объединяет ноты разной высоты.                      |
|  | Лега́то Ноты, отмеченные этим знаком, должны исполняться слитно, без промежутков между ними. Иногда неотличимо от фразировочной лиги. |
|  | Бенд Приём игры на некоторых музыкальных инструментах, позволяющий извлечь «искусственные» ноты, не предусмотренные в строе инструмента. |
|  | Портаме́нто Способ исполнения, при котором следующая нота не сразу берётся точно (в звуко-высотном отношении), а используется короткий и плавный подъезд к нужной высоте от предыдущей ноты. |
|  | Глисса́ндо Плавный переход от одной ноты к другой. |
|  | Слайд Глиссандо, исполняемое на гитаре или арфе. Помимо определённых нот в начале и в конце слайда, возможно опускание либо начальных нот (или аккордов), либо конечных. В этом случае прямая линия остаётся, а крайняя нота (или аккорд) не указывается.                                        |
|  | |
|  | |
|  | Лигату́ра Применяется при записи музыки для смычковых инструментов. Показывает движение смычка. |
|  | Акко́рд (трезву́чие) Три ноты, извлекаемых одновременно. |
|  | Септакко́рд Аккорд, состоящий из четырёх звуков, которые расположены или могут быть расположены по терциям. |
|  | Арпе́джио (арпеджиа́то) Ноты играются последовательно, одна за другой. Общая длительность созвучия при этом не меняется. |
|  | Кла́стер Созвучие из звуков, тесно расположенных по малым и/или большим секундам, иногда по микроинтервалам. |
|  | |
|  | |

### Динамика
Обозначения силы звука задают относительную громкость (интенсивность) исполняемых звуков.
|                   | Piano pianissimo [Пиа́но пиани́ссимо] или Pianississimo [Пианисси́ссимо] Обозначение самого тихого возможного звука (хотя в некоторых сочинениях классиков можно встретить и обозначения «пианиссимо пианиссимо»). |
|                   | Pianissimo [Пиани́ссимо] Очень тихо. |
|                   | Piano [Пиа́но] Тихо. |
|                   | Mezzo-piano [Ме́ццо-пиа́но] Умеренно тихо. |
|                   | Mezzo-forte [Ме́ццо-фо́рте] Умеренно громко. Если обозначения динамики отсутствуют, меццо-форте считается громкостью по умолчанию.                                                                                |
|                   | Forte [Фо́рте] Громко. |
|                   | Fortissimo [Форти́ссимо] Очень громко. |
|                   | Forte fortissimo [Фо́рте форти́ссимо] или Fortississimo [Фортисси́ссимо] Почти максимально громко, в некоторых произведениях встречается «фортиссимо фортиссимо».                                                  |
|                   | Sforzando [Сфорца́ндо] Неожиданное резкое увеличение громкости (буквально: «напрягая силы»). |
|                   | Crescendo или cresc. [Креще́ндо] Постепенное увеличение силы звука. |
|                   | Diminuendo или dim. [Диминуэ́ндо] (или decrescendo [декреще́ндо]) Постепенное уменьшение силы звука. |
|                   | Niente [Ние́нте] Используется вместе с крещендо или диминуэндо. Обозначает увеличение силы звука с нуля или её уменьшение до нуля.                                                                               |
| o                 | Dal niente [Даль ние́нте] Обозначает увеличение силы звука с нуля. |
| ø                 | Dal niente [Даль ние́нте] Обозначает увеличение силы звука с нуля. |
| {\displaystyle n} | Dal niente [Даль ние́нте] Обозначает увеличение силы звука с нуля. |
| o                 | Al niente [Аль ние́нте] Обозначает уменьшение силы звука до нуля. |
| ø                 | Al niente [Аль ние́нте] Обозначает уменьшение силы звука до нуля. |
| {\displaystyle n} | Al niente [Аль ние́нте] Обозначает уменьшение силы звука до нуля. |
|                   | Fortepiano [Фортепиа́но] Внезапный переход от форте к пиано. |
|                   | Pianoforte [Пиа́нофорте] Внезапный переход от пиано к форте. |
| Rinf., rf., rfz.  | Rinforzando или rf. [Ринфорца́ндо] Внезапное усиление звука. |

Изредка встречаются обозначения типа pppp или ffff и т. д., указывающие на крайнюю степень громкости (интенсивности) звука.
Ниже приводится таблица соответствия этих обозначений уровням громкости звука в фонах и сонах.
| Обозначение | Наименование                     | Уровень громкости, фон | Громкость, сон |
| ----------- | -------------------------------- | ---------------------- | -------------- |
| fff         | Форте-фортиссимо — самое громкое | 100                    | 88             |
| ff          | Фортиссимо — очень громкое       | 90                     | 38             |
| f           | Форте — громкое                  | 80                     | 17,1           |
| p           | Пиано — тихое                    | 50                     | 2,2            |
| pp          | Пианиссимо — очень тихое         | 40                     | 0,98           |
| ppp         | Пиано-пианиссимо — самое тихое   | 30                     | 0,36           |

### Артикуляция
Символы артикуляции определяют особенности исполнения звуков. Один и тот же символ артикуляции может означать несколько разных приёмов для разных музыкальных инструментов. Обозначение символа может располагаться как сверху нотного стана над нотой, так и снизу — под нотой.
|  | Стакка́то Коротко, отрывисто. Обозначение того, что нота должна прозвучать короче своей длительности (как правило, вполовину). |
|  | Стаккати́ссимо Предельно коротко. Обозначение того, что звук должен прозвучать максимально коротко, отрывисто, с резкой атакой. Длительность ноты на это обозначение не влияет, она указывает лишь на промежуток времени, спустя который наступает звучание следующего звука. |
|  | Акце́нт Нота, отмеченная знаком акцента, должна прозвучать немного громче соседних неакцентированных нот. В случае сложного метра у относительно сильной ноты располагается один знак, у сильной ноты — два, один под другим. |
|  | |
|  | Обычное пиццика́то или Пиццика́то Пиццикато исполняется обычно указательным пальцем правой руки, при этом остальными пальцами музыкант держит смычок, так как нередко сразу же после исполнения пиццикато композитор требует возвращения к обычному способу звукоизвлечения (в нотах это возвращение отмечается как «arco» или «coll’arco»). Если же в нотах предусмотрено достаточно длительное время играть пиццикато, и при этом у музыканта есть некоторое количество времени в виде паузы, смычок откладывается (на пюпитр), а играющий может распоряжаться всеми пальцами правой руки, что позволяет исполнять достаточно сложные ритмические формулы. |
|  | Пиццикато левой рукой или Зажатая нота Нота в партии струнных инструментов, исполняемая щипком пальца левой руки (обычное пиццикато исполняется правой рукой, освобождённой от смычка), пальцы которой обычно используются для зажатия струны. В партиях валторн этот знак обозначает, что звук извлекается при засурдиненном рукой раструбе. |
|  | Щёлкающее пиццикато или Пиццикато Ба́ртока Нота, исполняемая щипком на струнных инструментах. В отличие от обычного пиццикато струна щиплется с такой силой, чтобы при отскоке она ударялась о корпус инструмента. Впервые применено Белой Бартоком. |
|  | Натуральный флажоле́т или Открытая нота На струнных инструментах обозначает, что нота извлекается как натуральный флажолет. Однако часто этот знак употребляется для флажолетов вообще, как натуральных, так и искусственных. Употребляется также для обозначения «флажолетов» (звуков, извлекаемых передуванием при помощи октавного клапана) в партиях деревянных духовых (особенно флейт). В партиях медных духовых инструментов этот знак употребляется для обозначения открытых, не засурдиненных звуков. |
|  | Искусственный флажоле́т Приём игры на музыкальном инструменте, заключающийся в извлечении звука — обертона. Отличие искусственного флажолета от натурального флажолета (который исполняется путём частичного прижатия, касания, открытой струны в точке её деления на 2, 3, 4, 6 и так далее части) в том, что искусственный извлекается не на открытой струне, а уже на укороченной, прижатой пальцем струне. |
|  | Тену́то Знак имеет два значения. Обычно указывает на то, что нота должна исполняться с полным выдерживанием её длительности, без возникновения паузы между соседними нотами, но при этом, в отличие от легато, с заметной атакой (нон легато, non legato). Также может употребляться для обозначения лёгкого акцента (особенно в джазовой музыке). Комбинация знаков тенуто и стаккато обозначает особое звукоизвлечение, среднее между стаккато и тенуто, называемое портато. |
|  | Лега́то Приём игры на музыкальном инструменте, или в пении, связное исполнение звуков, при котором имеет место плавный переход одного звука в другой, пауза между звуками отсутствует. |
|  | Бенд Приём игры на музыкальных инструментах, с помощью которого можно извлекать «искусственные» ноты, не предусмотренные изначальным строем инструмента. |
|  | Порта́то Способ исполнения, средний между легато и стаккато: все звуки исполняются подчёркнуто, в то же время отделены друг от друга небольшими паузами. |
|  | Ферма́та Длительность ноты и созвучия оставляется на усмотрение исполнителя. Часто символ ферматы применяется для указания паузы между частями пьесы. |
|  | Смычок вверх Для смычковых инструментов этот символ предписывает играть ноту движением смычка вверх. Для щипковых инструментов этот символ указывает направление штриха плектра снизу вверх. |
|  | Смычок вниз Для смычковых инструментов этот символ предписывает играть ноту движением смычка вниз. Для щипковых инструментов этот символ указывает направление штриха плектра сверху вниз. |
|  | Марка́то Для смычковых инструментов этот символ предписывает брать каждую ноту отдельным движением смычка. |
|  | Антиакце́нт В перкуссионной музыке обозначает подавление акцента. Слева направо значения этих знаков артикуляции объясняются ниже: - Немного мягче, чем окружающие ноты: ◡ - Значительно мягче, чем окружающие ноты: () - Намного мягче, чем окружающие примечания: [] |

### Мелизмы
Мелизмы позволяют заменить ноту небольшими распространёнными мелодическими фигурами.
|  | Тре́моло (знак повторения ноты или группы нот) Многократное быстрое повторение одного звука либо быстрое чередование двух несоседних звуков, двух созвучий (интервалов, аккордов), отдельного звука и созвучия. Частота повторения зависит от числа рёбер на ноте/над нотой/под нотой/между нотами.                      |
|  | |
|  | |
|  | |
|  | |
|  | |
|  | |
|  | |
|  | |
|  | |
|  | |
|  | Вибра́то Быстрое и периодическое небольшое изменение высоты звучания. |
|  | Бе́бунг (кла́вишное вибра́то) Приём игры на клавикорде, заключающийся в циклической перемене силы давления пальца исполнителя на клавишу инструмента. Эффектом этого приёма является лёгкое дрожание, вибрирование звука, возникающее из-за изменения силы давления прижатого к струне тангента (соединенного с клавишей). |
|  | Трель Быстрая последовательная смена тона основной ноты и повышенного тона в течение длительности ноты. Может сопровождаться волнистой горизонтальной линией, если длительность трели должна превышать длительность ноты.                                                                                               |
|  | Верхний морде́нт Внутри длительности ноты вставляется ещё одна, повышенная на тон или полутон. |
|  | Нижний морде́нт Внутри длительности ноты вставляется ещё одна, пониженная на тон или полутон. |
|  | Нисходящее группе́тто Комбинация из последовательных верхнего и нижнего мордента. |
|  | Восходящее группе́тто Комбинация из последовательных нижнего и верхнего мордента. |
|  | |
|  | Длинный форшла́г (долгий форшлаг, апподжиату́ра, аподжату́ра) Первая нота (обозначенная маленьким символом), составляющая половину длительности основной ноты (символ нормального размера), исполняется за счёт длительности основной ноты.                                                                                |
|  | Короткий форшла́г (перечёркнутый форшлаг, аччаккату́ра) Длительность дополнительной ноты — очень маленькая, и так же, как и в случае с форшлагом, она исполняется за счёт длительности основной или предшествующей ноты.                                                                                                  |
|  | Тира́та Украшение в виде гаммообразного диатонического восходящего или нисходящего пассажа между двумя выдержанными звуками по образцу диминуции, а также форшлага из нескольких звуков. |
|  | |
|  | Портаме́нто Способ исполнения, при котором следующая нота не сразу берётся точно (в звуко-высотном отношении), а используется плавный переход к нужной высоте от предыдущей ноты. |
|  | Глисса́ндо Глиссандо обозначает либо непрерывное скольжение с одной ноты на другую, либо переход от одной ноты к другой группой промежуточных нот. |
|  | Слайд Глиссандо на гитаре и арфе. Помимо определённых нот в начале и в конце слайда, возможно опускание либо начальных нот (или аккордов), либо конечных. В этом случае прямая линия остаётся, а крайняя нота (или аккорд) не указывается.                                                                              |
|  | |
|  | |

|  |

### Перенос на октаву
Знаки переноса октав — октавные пунктиры — повышают либо понижают высоту записанных нот на одну или две октавы, что в некоторых случаях позволяет избежать большого числа добавочных линий.
|  | Выше на октаву (итал. ottava alta) Ноты под пунктирной линией исполняются на октаву выше, чем записано.                    |
|  | |
|  | Ниже на октаву (итал. ottava bassa) Ноты над/под пунктирной линией исполняются на октаву ниже, чем записано.               |
|  | |
|  | Выше на две октавы (итал. quindicesima alta) Ноты под пунктирной линией исполняются на две октавы выше, чем записано.      |
|  | |
|  | Ниже на две октавы (итал. quindicesima bassa) Ноты над/под пунктирной линией исполняются на две октавы ниже, чем записано. |
|  | |

Однако, чаще при указании переноса нот на октаву (или две) вверх пунктирная линия с числом 8 (или 15) помещается над этими нотами, а при переносе на октаву (или две) вниз — под ними.

### Повторения и окончания
|  | Тре́моло (знак повторения ноты или группы нот) Тремоло — очень быстрое повторное извлечение ноты, интервала или аккорда. Выделяют два вида тремоло — контролируемое и неконтролируемое. При исполнении первого вида важно соблюдать количество повторений в длительности. Символ может стоять между двумя нотами (интервалами, аккордами), обозначая повторение нот (групп нот) отличных по высоте. Частота повторения зависит от числа рёбер на ноте/над нотой/под нотой/между нотами. Принцип применяемых длительностей соответствует количеству рёбер при обычном написании нот. Одно ребро — восьмые ноты, два ребра — шестнадцатые, три ребра — тридцать вторые. Количество нот определяют исходя из того, что их суммарная длительность равна длительности самой ноты с тремоло. При исполнении второго вида тремоло количество повторений не контролируется, но длительность ноты точно соблюдается. |
|  | |
|  | |
|  | |
|  | |
|  | |
|  | |
|  | |
|  | |
|  | |
|  | |
|  | Повтор Обозначает повтор долей, целого такта или двух тактов. То есть указывает на то, что вместо него исполняется последовательность нот, начиная от ближайшей тактовой линии и до него. |
|  | |

|  | Репри́за (знаки повторения части произведения) Обозначают повторяющуюся часть произведения. Если левый символ репризы отсутствует, это означает, что повторять нужно с самого начала. При отсутствии вольты повтор производится однократно. |

|  | Во́льта (используется совместно с репризой) Вольта с номером 1 располагается над нотами в репризе, а остальные идут непосредственно за репризой, по порядку. При повторном исполнении нот в репризе, ноты с вольтой 1 заменяются на ноты, стоящие под вольтой с номером, соответствующим порядку повторения. |

|  | Da capo (да ка́по, с начала) Переход на начало произведения. Может сопровождаться пояснением al fine — до конца, или al coda — до знака «кода». |

|  | Dal segno (даль се́ньо, со знака се́ньо) Повтор, начиная со знака «сеньо». Может сопровождаться пояснением al fine — до конца, или al coda — до знака «кода». |
|  | Segno (се́ньо) Отметка, используемая совместно с аббревиатурой Dal segno.                                                                                    |

|  | Coda (ко́да, фона́рь) Отметка окончания произведения. Применяется вместе с аббревиатурами D.C. al coda и D.S. al coda. Также им отмечают фрагмент произведения, который при повторении купируется, то есть пропускается. |

### Прочие
Эти обозначения применяются для записи произведений для фортепиано:
|                         | Правая педаль Предписывает пианисту нажать правую педаль. |
|                         | Снять педаль Предписывает пианисту отпустить правую или среднюю педаль. |
| Sost. Ped. (S.P., ThP.) | Средняя педаль Предписывает пианисту нажать среднюю педаль. |
|                         | Una corda (U.C.) Предписывает пианисту нажать левую педаль. |
|                         | Tre corde (tutte le corde, T.C.) Предписывает пианисту отпустить левую педаль. |
|                         | Произвольная педаль Более точное управление педалью. Нижнее положение линии указывает пианисту, что он должен нажать педаль на всех нотах, где этот знак появляется ниже, а перевёрнутая буква «V» (Λ) — указывает на то, что педаль должна быть на мгновение отпущена, после чего нажата ещё раз. |
|                         | |

## Рукописное оформление

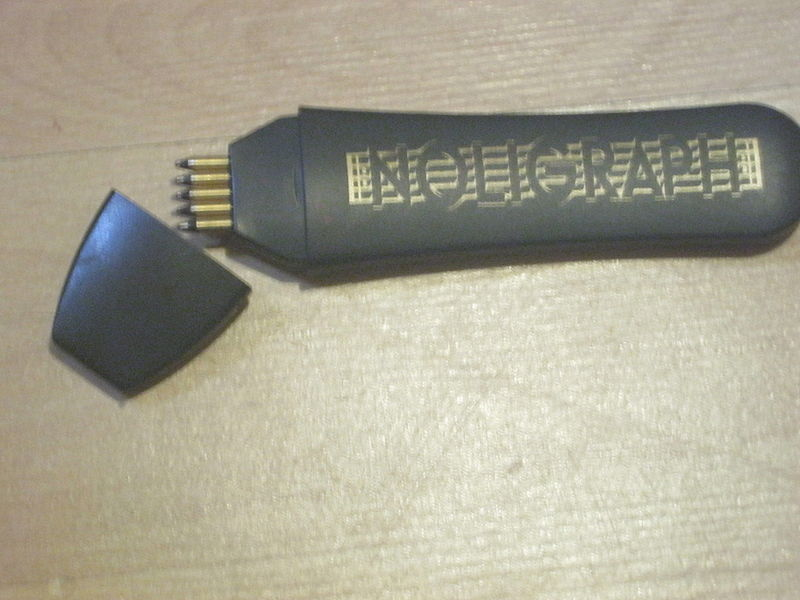
Ручка для разлиновки нотного стана

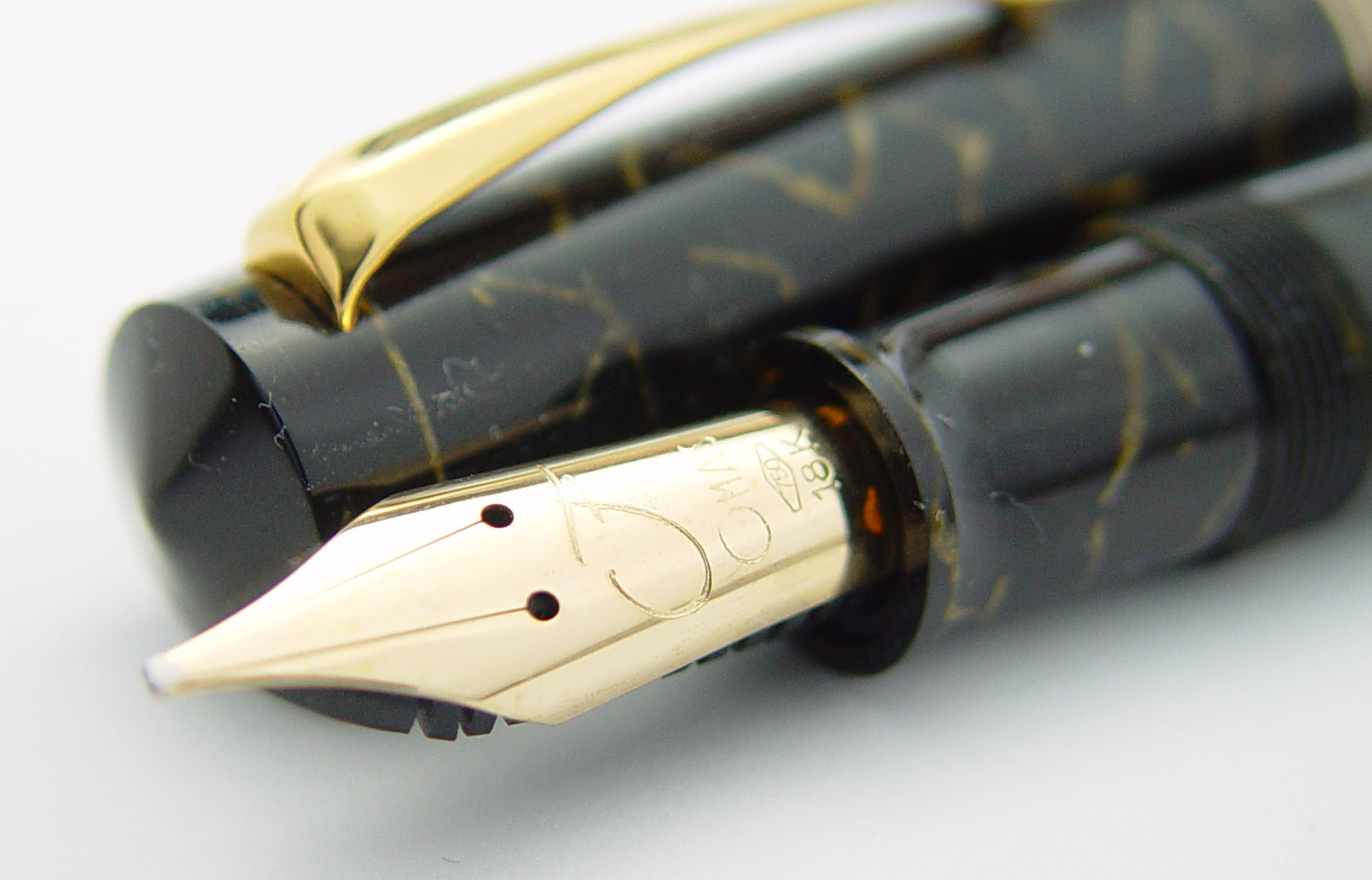
Современное золотое музыкальное перо

Графика символов музыкальной нотации характеризуется наличием практически в каждом знаке штрихов различной ширины, в ряде знаков даже отдельные штрихи характеризуются разноширинностью. Для ручного оформления нотных записей ещё со времен гусиных перьев использовалось специализированное, так называемое, музыкальное перо, которое имеет широкий (до 2—3 мм) кончик и две прорези выходящие на него. Такая конструкция позволяет подавать чернила по всей ширине кончика пера образуя насыщенные яркие штрихи. Ширину штриха при использовании музыкального пера легко варьировать в пределах от 0,2 мм до 2—3 мм как от штриха к штриху так и в пределах одного штриха изменяя угол между направлением движения пера и его плоскостью.